# Мезозое
Мезозое (Mesozoa) су вишећелијске животиње које се разликују од свих осталих вишећелијских животиња по томе што:
- немају унутрашњи слој ћелија који би одговарао ендодермису);
- једине су метазое које се размножавају агаметски.

Поред различитости ове животиње показују и сличности са појединим типовима међу вишећелијским животињама:
- са протозоама су сличне својим животним циклусом у коме долази до смене полне и бесполне генерације;
- сличне су метиљима по појединим ступњевима у току развића и
- трепље су им сличне грађе као код трепљара.

Састоје се од само једног слоја ћелија, названог соматодеум, који обавија једну или већи број полних ћелија. Телесне ћелије су диференциране у више врста. Размножавање мезозоа је веома сложено и биће објашњено код појединих представника. Воде ендопаразитски начин живота. 
Отворено је питање где међу метазоама сместити овај тип животиња. Данас међу зоолозима постоје углавном два схватања:
1. на основу њихове веома просте грађе и одсуства ендодермиса стављени су на сам почетак еволуционе лествице вишећелијских животиња, односно, одмах иза протозоа; дакле, то су најниже вишећелијске животиње;
2. према овом схватању је грађа мезозоа упрошћена регресивном еволуцијом и да је њихово стварно место међу пљоснатим црвима; ово мишљење је, између осталих, заступао и наш чувени зоолог Јован Хаџи.

## Класификација
Мезозое су подељене на две класе (по неким ауторима нису две класе него два реда):
- Класа

Ова класа обухвата мале, црволике паразите бубрега главоножаца који не наносе велику штету домаћину у коме живе. Тело им је величиве од око 6 mm и састоји се од сталног броја ћелија, најчешће до 25. Изграђено је од слоја ћелија са трепљама које окружују једну ћелију названу аксијална ћелија. Аксијална ћелија је прво са једним једром, а касније постаје вишеједарна и тада почиње да се дели. После сваке деобе једна ћелија задржава особине аксијалне, а друга даје агамете. Од сваког агамета деобом настају ларве које напуштају јединку у којој су настале, пливају по течности бубрега домаћина, а затим се закаче за његов зид и размножавају се на исти начин све док домаћин полно не сазри. Тада се преобраћају у други облик који даје ларве сличне ифузоријама и оне напуштају домаћина. Даљи ток животног циклуса није познат. Представник ове класе мезозоа је псеудициема (Pseudicyema truncatum).
- Класа

У ову класу су сврстани веома ретки и веома штетни ендопаразити шкољки, немертина, многочекињастих црва и др. Имају изражену смену полне и бесполне генерације. Бесполна генерација је у облику вишеједарних плазмодија, у којима се од одређених једара образују агамети. Од агамета настају полне јединке, мужјаци и женке, при чему су женке крупније од мужјака. Полне јединке изграђене су од слоја трепљастих ћелија које окружују групу ћелија која ће дати сперматозоиде (код мужјака) и јајне ћелије (код женке). После оплођења, које је унутрашње, оплођена јајна ћелија (зигот) продужава развиће у организму женке до ступња ларве која напушта матерински организам и способна је да инфицира домаћина. Представник ове класе је ропалура (Rhopalura ophiocomae).